# Ореол (геология)
Ореол (от фр. auréole — позолоченный нимб, сияние) — каёмка минералов нарастающая вокруг порфировидных вкрапленников тех же минералов за счёт основной массы; зона вблизи месторождений, характеризующаяся повышенным содержанием рудообразующих и других элементов, связанных с процессами рассеяния и выветривания; кайма изменений вокруг минералов и горных пород в процессах метаморфизма или радиационного распада.

## История
Первоначально была названа названа А. Гумбольдтом — «отсвет гранита» (англ. penumbra of granite).
В 1831 году термин «ореол» был введён Л. Бухом.
В 1847 году Ж. Эли де Бомон уточнил его содержание как концентрической зоны минерализации вокруг гранитного интрузива.
Во Франции и Великобритании термином «ореол» обычно обозначают зону контактового метаморфизма, тогда как русские геохимики используют его и применительно к первичным и вторичным зонам геохимического рассеяния. В этом случае русский «ореол» переводится в американской литературе как гало (англ. halo)

## Описание

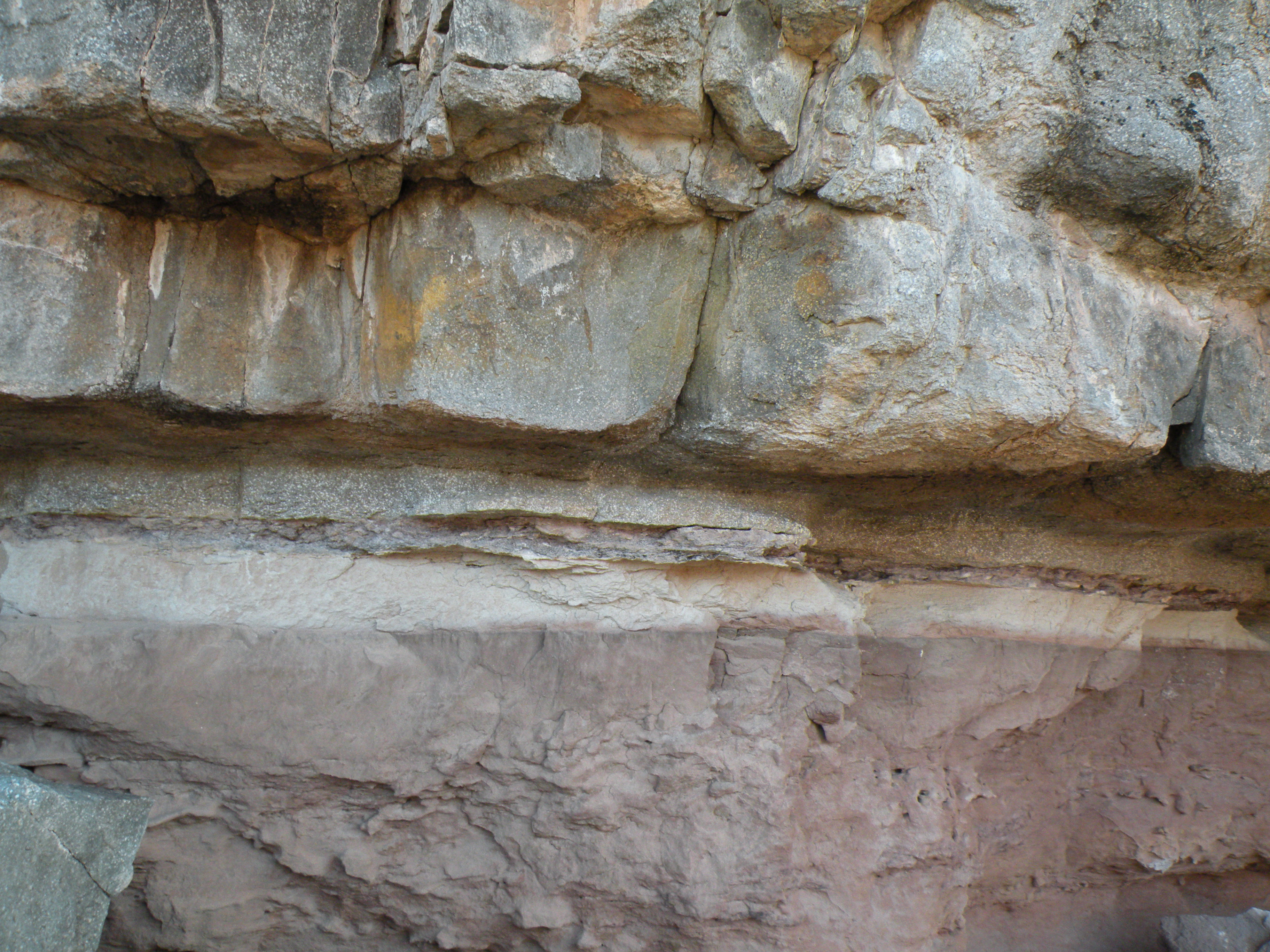
Контактовый (метаморфический) ореол

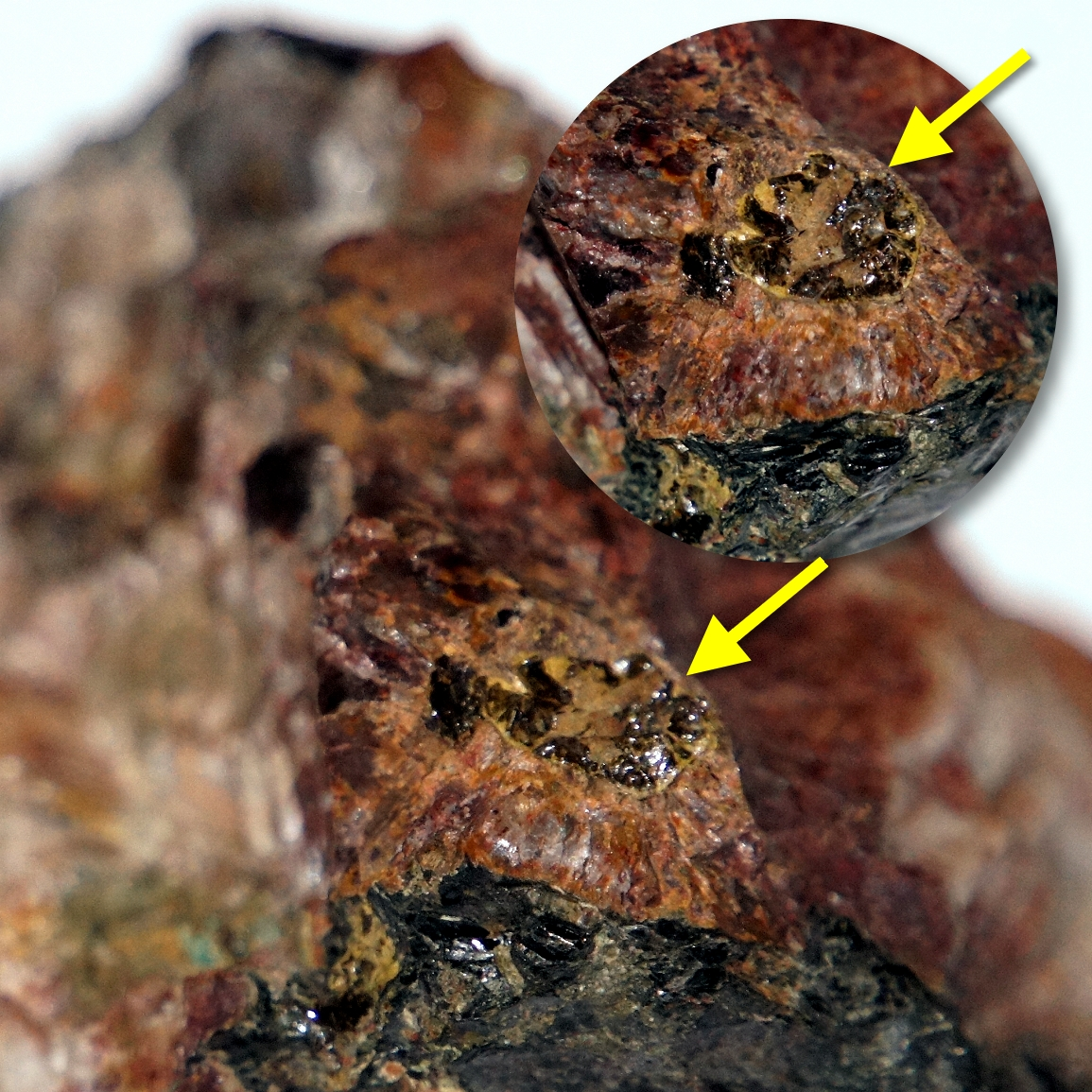
Ореол радиационный вокруг обручевита

Зона метаморфизма или минерализации, окружающая магматический интрузив.
В зависимости от потоков рассеяния, различают первичные и вторичные ореолы.
Выделяются ореолы:
- контактовые — зона вмещающих пород окружающих интрузию (плутон (геология)), в которой подверглись термическому контактному воздействию (метаморфизм) или контактно-метасоматическим изменениям[4]
- механические (шлиховые) — зона трения
- геохимические (солевые) — зона диффузии солей
- газовые (атмохимические) — зона диффузии газов, окисления и пр.
- биохимические — зона биохимического воздействия
- биогеохимические — ореолы рассеяния образуются в растениях, которые в районе месторождения содержат повышенные количества ценных элементов и их спутников[5]
- радиационные — зона воздействия радиации и выделения продуктов распада
- гидротермические (водные) — зона растворения водой
- оруденения — зона рассеяния рудообразующих элементов